# تپه عمیان نظام‌آباد
تپه عمیان نظام آباد مربوط به دوران‌های تاریخی پس از اسلام است و در شهرستان رزن، بخش قروه درجزین، روستای نظام آباد واقع شده و این اثر در تاریخ ۲۳ شهریور ۱۳۸۲ با شمارهٔ ثبت ۱۰۱۰۷ به‌عنوان یکی از آثار ملی ایران به ثبت رسیده است.